# Abraham Anton van Vloten
Mr. dr. Abraham Anton van Vloten (Amsterdam, 17 december 1801 – Brussel, 7 oktober 1873) was een Nederlands jurist en raadsheer van het Hooggerechtshof van Nederlands-Indië.
Hij was lid van de Raad van Justitie te Batavia en auditeur-militair vanaf 1829, daarna lid van de Raad van Justitie te Soerabaja in 1830 en Semarang vanaf 1831 en fiscaal te Soerabaja vanaf 1832. Van 1835 – 1838 was hij raadsheer van het Hooggerechtshof van Nederlands-Indië en van 1838 – 1855 was hij lid van het Hoog Militair Gerechtshof te Utrecht. Van Vloten was ook mede-eigenaar van de suikerfabriek Pangkah te Pekalongan.